# Cicindela maroccana
Cicindela maroccana Fabricius, 1801 è un coleottero carabide della sottofamiglia Cicindelinae.

## Descrizione
È una cicindela lunga 12–17 mm; le elitre sono verdi con sfumature color rame, con macule di colore bianco sporco e con bordo rameico.

## Biologia
La specie è attiva in primavera ed autunno, nelle ore più soleggiate della giornata. Nelle altre stagioni va incontro ad estivazione ed ibernazione.
Come in tutte le cicindelinae, sia gli adulti che le larve sono predatori molto voraci.

## Distribuzione e habitat
La specie è diffusa nei paesi della parte occidentale del bacino del Mediterraneo (Marocco, Tunisia, Spagna, Portogallo, Francia e Italia).
In Italia è presente la sottospecie C. m. pseudomaroccana la cui presenza è limitata alla Liguria occidentale.
Predilige biotopi caldi e soleggiati, al di sotto dei 500 m di altitudine.

## Tassonomia
Comprende le seguenti sottospecie:
- Cicindela maroccana maroccana
- Cicindela maroccana pseudomaroccana Roeschke, 1891

Quest'ultima è stata a lungo ritenute erroneamente una sottospecie di Cicindela campestris.

### Specie simili
La specie è molto somigliante a Cicindela campestris, con cui condivide parte dell'areale, e da cui si differenzia per delle elitre più ampie e di colore leggermente differente (di un verde più brillante, privo di riflessi rameici, in C. campestris); la distinzione inequivocabile tra le due specie è possibile tuttavia solo con una analisi dettagliata dei genitali maschili.